# 539. pr. Kr.
◄ | 7. stoljeće pr. Kr. | 6. stoljeće pr. Kr. | 5. stoljeće pr. Kr. | ►
◄ | 560-ih pr. Kr. | 550-ih pr. Kr. | 540-ih pr. Kr. | 530-ih pr. Kr. | 520-ih pr. Kr. | 510-ih pr. Kr. | 500-ih pr. Kr. | ►
◄◄ | ◄ | 542. pr. Kr. | 541. pr. Kr. | 540. pr. Kr. | 539 pr. Kr. | 538. pr. Kr. | 537. pr. Kr. | 536. pr. Kr. | ► | ►►
Astronomija

## Događaji
- Kir Veliki zadužuje svog najstarijeg sina Kambiza II. za religijske ceremonije u Babilonu.
- Kir Veliki pobjeđuje babilonskog kralja Nabonida i osvaja Novobabilonsko carstvo; što je zabilježeno u djelima Afrikana, Ptolomeja, Euzebija i Diodora.